# 佐々木政憲
佐々木 政憲（ささき まさのり、1947年 - ）は、経済学者。経済学博士（名古屋大学）。稚内北星学園大学第2代学長。同学校の理事長も兼任していた。専門は経済学史・理論経済学。

## 来歴
- 1970年（昭和45年）弘前大学人文学部経済学科卒業
- 1976年（昭和51年）名古屋大学大学院経済学研究科経済学専攻修士課程修了
- 1979年（昭和54年）名古屋大学大学院経済学研究科経済学専攻博士課程退学
- 1980年（昭和55年）京都大学経済学部研修員
- 1986年（昭和61年）国士舘大学政経学部講師
- 2000年（平成12年）稚内北星学園大学情報メディア学部教授
- 2006年（平成18年）稚内北星学園大学図書館長（～2007年10月）
- 2006年（平成18年）稚内北星学園大学地域共同生涯学習センター所長（～2007年10月）
- 2007年（平成19年）稚内北星学園大学学長（～2015年11月）

## 主な著書

### 単著
- 『裸になったサラリーマン-自律と連帯の市民的公共空間の創造』（現代企画室　1997年）
- 『オルタナティブ・ソサエティ』（現代企画室　2003年）

### 共著
- 『経済原論-市民社会の経済学批判』（青林書院新社　1983年）
- 『復権する市民社会論』（日本評論社　1998年）
- 『情報メディア論』（分担執筆　八千代出版　2000年）
- 『市民の社会経済学』（八千代出版　2007年）
- 平田清明遺稿集編集委員会編『平田清明/市民社会に生きる』（分担執筆　晃洋書房　2007年）